# 溫特波特 (緬因州普查規定居民點)
溫特波特（英語：Winterport）是位於美國緬因州瓦多縣的一個普查規定居民點。

## 人口
根據2020年美國人口普查的數據，溫特波特的面積為16.96平方千米，當中陸地面積為15.01平方千米，而水域面積為1.95平方千米。當地共有人口1355人，而人口密度為每平方千米79.89人。